# انریکو ونتی
انریکو ونتی (ایتالیایی: Enrico Venti؛ زادهٔ ۳۰ دسامبر ۱۹۷۸) بازیگر و کمدین اهل ایتالیا است. وی از سال ۲۰۰۵ میلادی تاکنون مشغول فعالیت بوده‌است.
از جمله کارهای او می‌توان به بازی در ماریو اشاره کرد.